# Yashanal
Yashanal es una localidad del estado mexicano de Chiapas. Es parte del municipio de Tenejapa.

## Demografía
| Gráfica de evolución demográfica |
|                                  |

| Censo | Población |
| ----- | --------- |
| 1900  | 320       |
| 1910  | 197       |
| 1921  | —         |
| 1930  | 87        |
| 1940  | 65        |
| 1950  | 263       |
| 1960  | 447       |
| 1970  | 611       |
| 1980  | 799       |
| 1990  | 1 330     |
| 2000  | 1 485     |
| 2010  | 1 893     |
| 2020  | 2 125     |